# تابوبيا تنينية الرأس
تابوبيا تنينية الرأس (الاسم العلمي:Tabebuia dracocephaloides) هي نوع غير مؤكد من النباتات تتبع جنس التابوبيا من الفصيلة البنيونية.